# Мамелюки

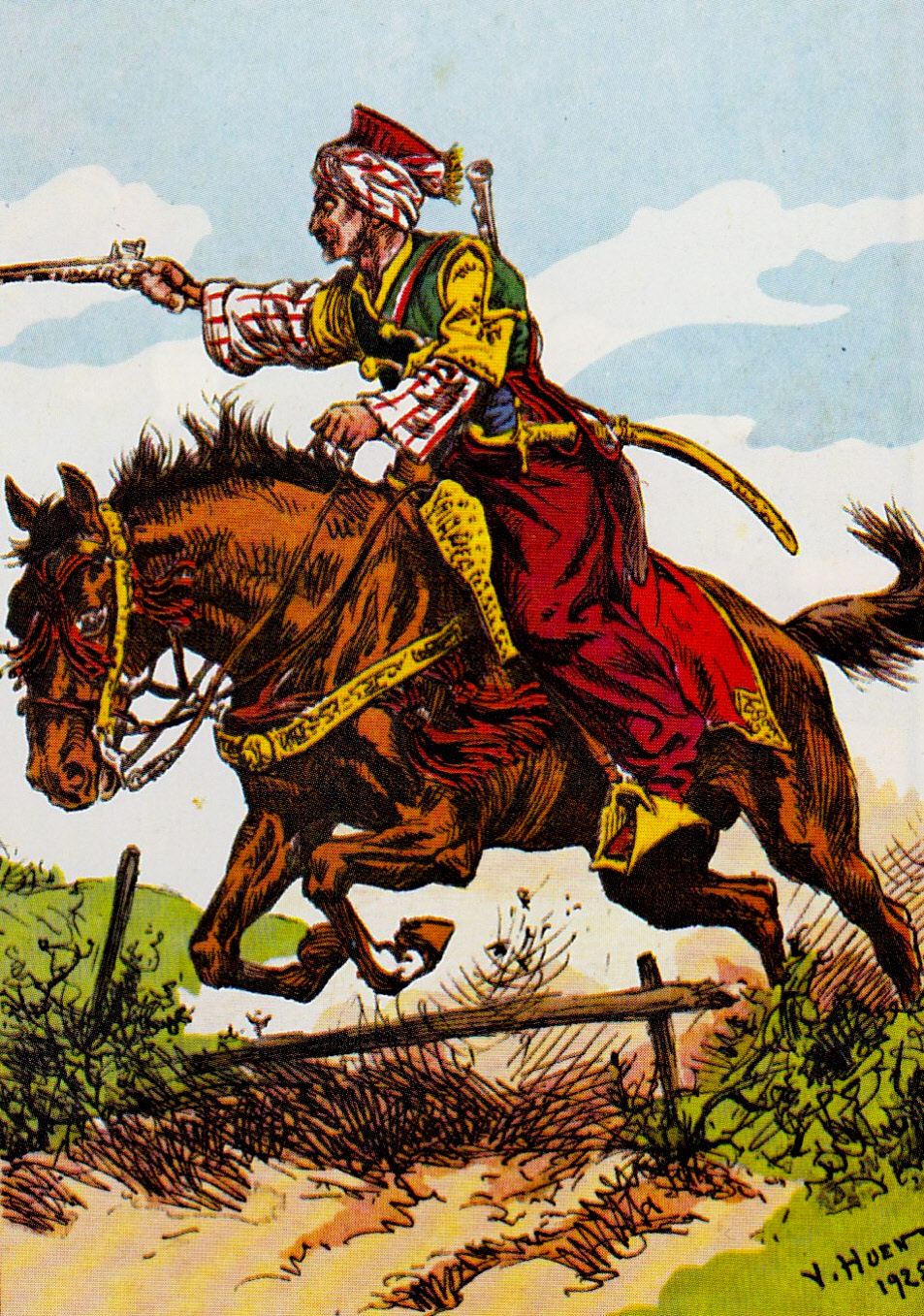
Мамелюк (1779).

Мамелю́к, також Мамлюк (мн. мамелю́ки, мамлюки; араб.مملوك) — воїн рабського походження, навернений до ісламу; підлеглий царя (маліка) в деяких ісламських країнах, зокрема, в мусульманському Єгипті. Схоже піхотне військо, сформоване XIV ст. у Османській імперії, звалось яничари.

## Походження слова

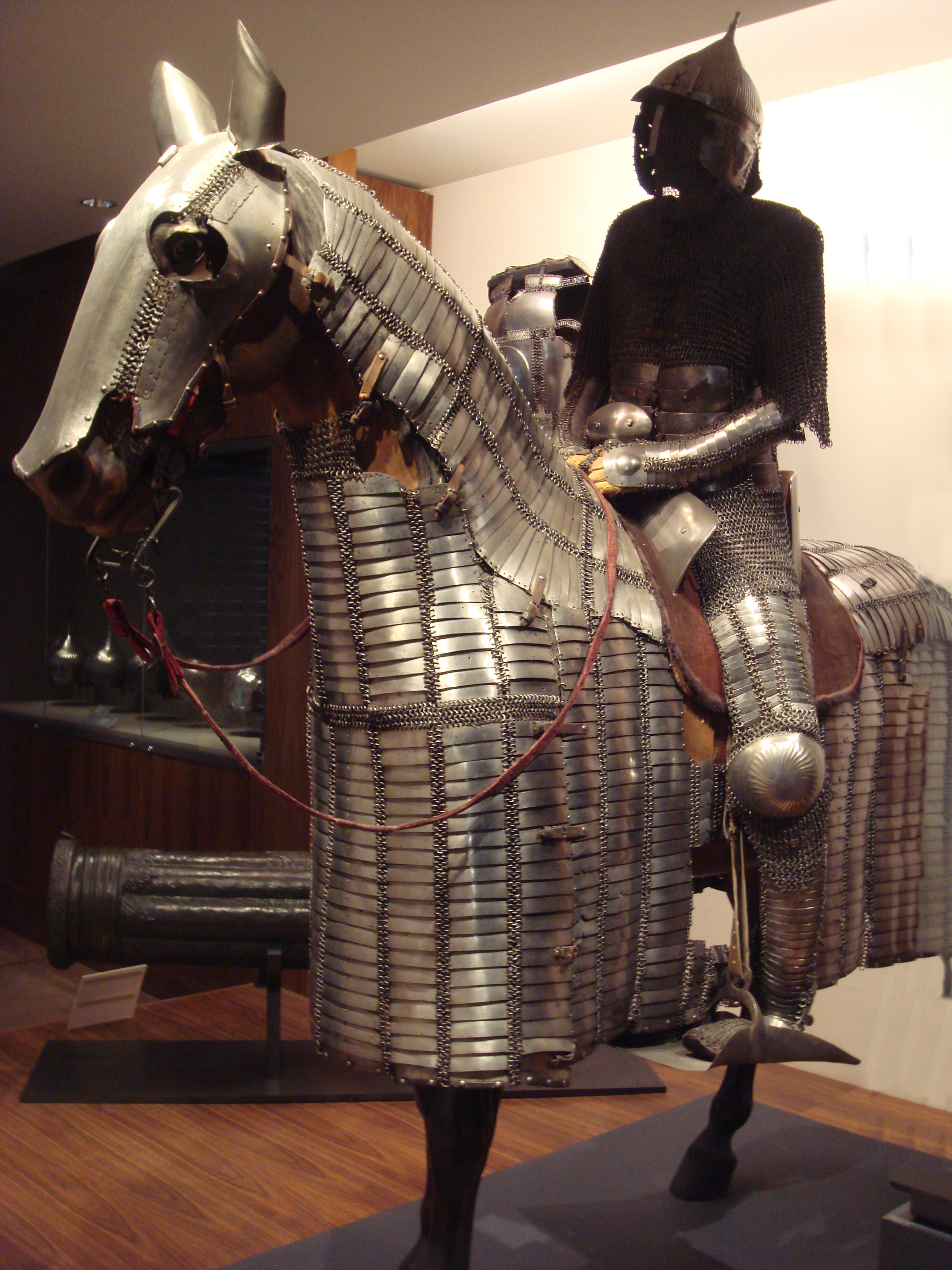
Озброєння османського мамелюка (1550).

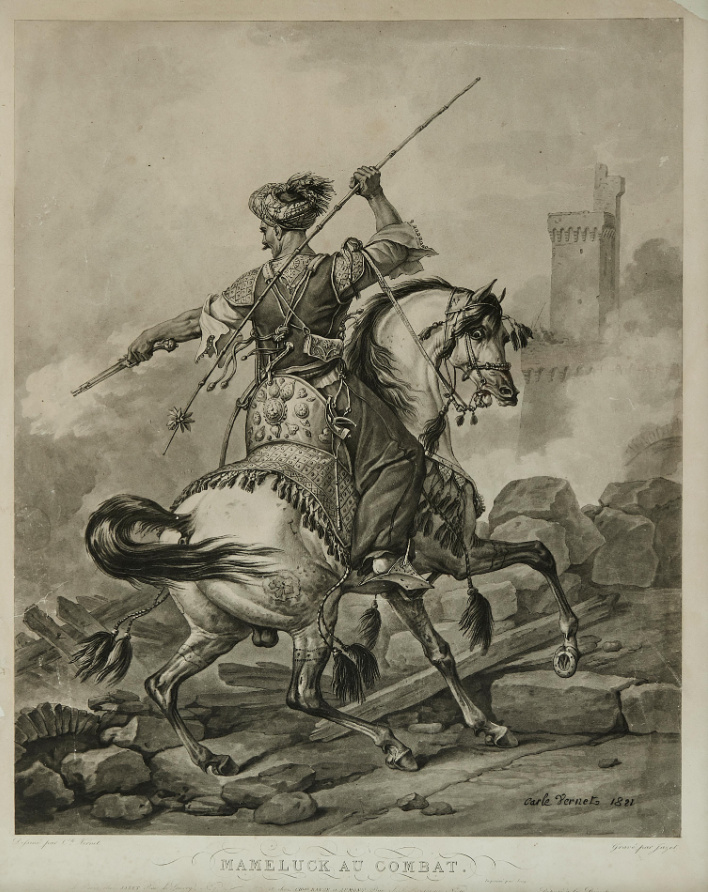
Мамелюк (1810).

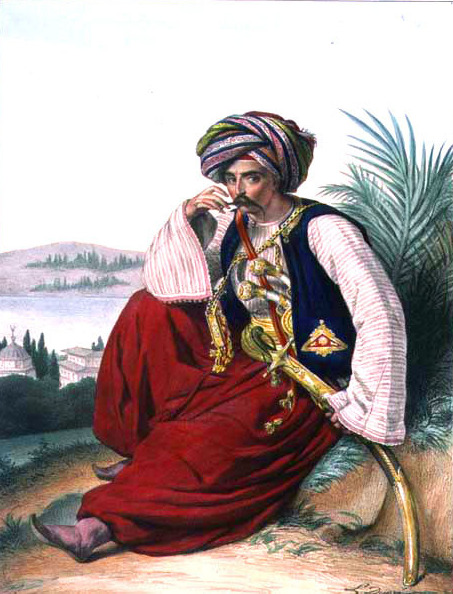
Мамелюк (1825).

Слово походить з арабської мови, ймовірно від слова малік — цар, правитель, володар або слова мала'а — володіти.
Згідно з правилами словоутворення семітських мов у слова виділяється корінь (кістяк приголосних) — МЛК, від якого за моделлю (додаванням голосних і приголосних) утворюється нове слово — маМеЛюК.
Таким чином мамелюк — «той, хто біля царя», «прибічник царя». У османській турецькій мові цьому слову відповідає слово — яничар. До речі слово «яничар» за однією з версій походить від слів «ян» («yan» — «бік») і «чар» («car» — цар, голова).
Інша версія походження слова — від слова «мала'а» (володіти). Тоді «мамелюк» — «той, ким володіють», «раб».

## Історія

### Огляд

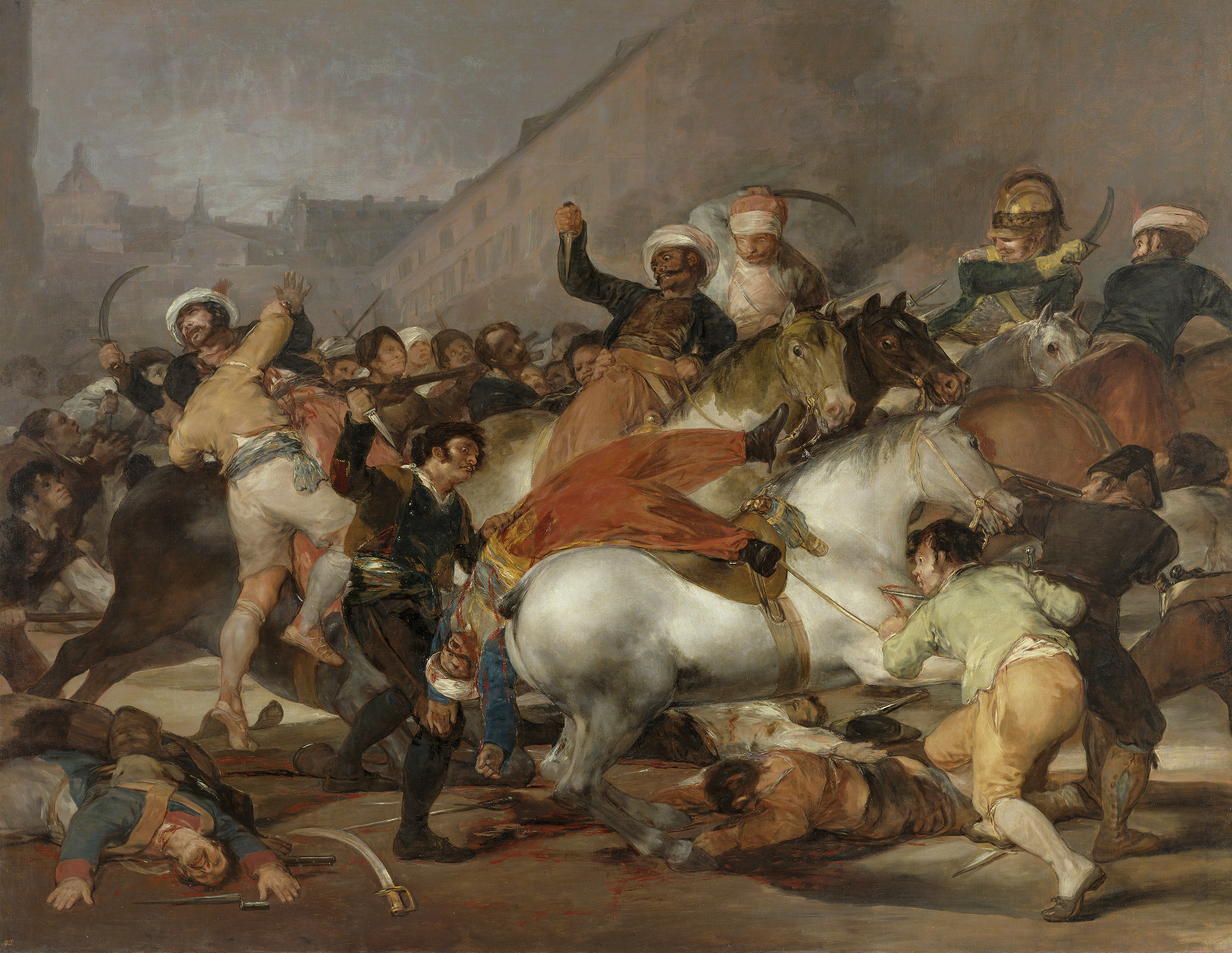
2-е травня 1808: Вбивство мамелюків, Франциско Гойя, (1814)

Перші мамелюки служили Аббасидським халіфам (султанам) наприкінці ІХ століття у Багдаді. Мамелюцтво було подальшим розвитком попередньої системи гулямства (ар. «гулям» — раб), впровадженої халіфом аль-Му'тасімом, тобто перетворення військовополонених на варту халіфа. Ця система припинила своє існування після заворушень і вбивства 4х каліфів поспіль у 860-х роках, і на її основі була створена система мамелюцтва. Головна різниця полягала в тому, що мамелюки набиралися з дітей і отримували ісламську освіту. Аббасиди набирали їх з Причорномор'я — Черкесія, Грузія, а також Великого степу, зокрема степів півдня України і Росії. До мамелюків потрапляли діти, продані в рабство бідними родинами степовиків або украдені работоргівцями — грецькими, римськими, тюркськими, арабськими та ін.
Вважається, що переважну частину мамелюків складали люди тюркського і кипчацького походження (відомі як половці). Питання мамелюків зі слов'яномовних племен досі не досліджено. Слід звернути увагу також на те, що мамелюцтво має спільні риси з іншими військовими утворенням тих часів — Римської імперії (війська з рабів-варварів), Візантії, Монголії, татарських держав і Золотої Орди (набір у військо в ранньому віці й на все життя, навчання верховій їзді, постійне життя в таборах), Османська імперія (назви «мамелюк» і «яничар» виражали схожі поняття в різних її краях). Елементи тієї самої структури простежуються і в організації козацького війська до XVII ст. (а в деяких рисах і до XIX ст.).
Мамелюцтво давало правителям війська, які не були пов'язані з існуючою структурою влади. Місцеві воїни часто були відданіші своїм місцевим старійшинам (шейхам), сім'ям або знаті, ніж султану чи халіфу. Якщо якийсь вождь виступав проти правителя, часто було неможливо впоратися з ним, не викликавши незадоволення знаті. Мамелюки були чужинцями, повністю залежними від правителя, і тому були йому відданіші.

### Організація
Після прийняття мамелюком ісламу, він проходив підготовку кіннотника. Мамелюки повинні були дотримуватись правил поведінки фурусійа (вершництва, араб. «фараса» — їздити верхи), які дуже нагадували відповідні правила поведінки лицарів у середньовічній Європі — щедрість, мужність, а також вивчення тактики кінноти, верхової їзди, стрільби з лука і лікування ран.
Мамелюки проводили у своїх таборах більшу частину життя. Їхні розваги включали змагання по стрільбі з лука, верхової їзди, щонайменше двічі на тиждень. Це давало змогу їм постійно бути у потрібній бойовій формі.
Після підготовки вони переставали бути рабами, але були зобов'язані служити султану. Султан тримав їх як зовнішню силу, проти місцевих заворушень. Султан міг їх відправити у будь-який куточок тогочасного світу, навіть на Іберійський півострів.
Султани мали найбільше число мамелюків, але інші еміри також могли мати свої війська. Багато мамелюків виростало до високих позицій в імперії, в першу чергу в армії. На початку їхній статус був неспадковим, і сини не могли наслідувати їх батьків. Але з часом, у таких місцях як Єгипет, мамелюцькі сили були пов'язані з місцевою владою і отримали великий вплив на владу.

## Влада мамелюків в Єгипті

### Початки
Мамелюцьке султанство у Єгипті бере витоки з династії Аюбідів, яку Саладін (Салах ед Дін) заснував в 1174 році. Разом зі своїм дядьком, Шіркухом, він завоював Єгипет для Нур ад Діна (араб. «Світла Віри»), зенгідського еміра Дамаску в 1169 році. Близько 1189 року, після падіння Єрусалиму, Саладін укріпив владу цього роду над Середньою Азією.
Після смерті Саладіна його сини почали конфліктувати щодо поділу імперії, і кожен намагався оточити себе мамелюцькими військами.
Близько 1200 року, брат Саладіна, аль-Аділ (араб. «Благородний»), зміг зосередити владу в імперії у своїх руках, підкоривши, знищивши або ув'язнивши своїх братів і племінників. З кожною перемогою аль-Аділ приєднував підкорені мамелюцькі загони до своїх. Цей процес було повторено після смерті аль-Аділа 1218 року і після смерті його сина аль-Каміла у 1238 році. Аюбіди отримали сильну владу завдяки підтримці мамелюків і почали залучати їх до внутрішньої політики султанату.
У 1315 року вони також вторглися і захопили велику частину Нубії, але влада залишилася в руках Нубійського принца, який перейшов з коптської православної християнської віри в іслам.

### Наступ франків і мамелюцький переворот
У червні 1249 року війська європейських християнських держав у межах 7-го хрестового походу висадилися в Єгипті під проводом короля Франції Людовика IX і взяли Дам'єтту. Єгипетські війська спочатку відступили. Коли султан Єгипту ас-Саліх Айюб помер, влада на короткий час перейшла до його сина ал-Муаззама Тураншаха, а потім до його дружини Шаджар аль-Дурр, (або Шаджарат уль-Дур). Вона й розпочала протинаступ за підримки мамелюків. Загони командира Бейбарса розбили війська Людовика. Самого короля взяли у полон у березні 1250 року і отримали за нього викуп 250 тисяч ліврів.
Політична потреба у вожді змусила Шаджар одружитися з командиром мамелюків Айбаком. Айбак був пізніше вбитий у своїй лазні. Після боротьби за владу його місце зайняв Кутуз. Саме він формально заснував Бахрійське султанство і першу династію мамелюків.
Перша мамелюцька династія була названа Бахрійською, за іменем одного з полків, Бахірія або «морський» полк. Назва Бахрі (بحري «морський, річковий») стосувалася їхньої бази на острові аль-Маніаль («острів на Нілі»). Полк складався переважно з кипчаків (половців).

### Мамелюки і монголи
Коли монгольські війська хана Хулагу пограбували Багдад і взяли Дамаск у 1258 році, один з тих, хто втік з Дамаску, був воєначальник мамелюків Бейбарс. Він втік до Каїру. Коли Хулагу почав вимагати здати Каїр, Кутуз вбив послів Хулагу і з допомогою Бейбарса зібрав війська. Хулагу був змушений їхати на Схід у зв'язку зі смертю великого хана Монгке, але він залишив свого підлеглого, християнина Кітбуку замість себе. Кутуз завів монгольське військо у засідку біля річки Оронт, переміг їх у битві Айн-Джалут (1260), захопив і стратив Кітбуку.
Після великої перемоги Кутуз був вбитий мамелюками. За переказами, саме Бейбарс брав участь у вбивстві. У наступні століття влада буде передаватися подібним чином, середній час правління мамелюцького правителя — 7 років.
Другий раз мамелюки розбили монголів біля Хомса в 1260 році й почали тіснити їх на схід. Вони утвердили свою владу над Сирією, укріпили місцевість, проклали поштові шляхи, і сформували дипломатичні зв'язки з місцевими князями. Війська Бейбарса також знищили останні християнські держави (хрестоносців) на Близькому Сході.
Мамелюки також відбили нові напади монголів у Сирії у 1271, 1281 (друга битва біля Хомса), 1303/1304 і 1312 роках. Вони були розбиті монголами і християнськими військами у битві біля Ваді аль-Хазандар в 1299 році.

### Династія Бурджі
В 1382 році, влада перейшла до роду Букрі (Бурджі). Назва Бурджі (برجي означає «фортечна», зрівн. з західноєвроп. «бург» — «фортеця») стосувалася їхнього центру в цитаделі Каїру. Династія складалася переважно з черкасів (черкесів).
Існують згадки про мамелюків про час завоювання мусульманами християнського Єгипту (зокрема Александрії — сучасного Каіру). Деякі[які?] західноєвропейські історики XIX ст. саме мамелюкам приписали знищення Александрійської бібліотеки, а також розграбування і плюндрування єгипетських пірамід і сфінкса (цим займалися також війська Наполеона[джерело?]).

## Цікаві факти
- Мамелюки грузинського походження в Єгипті зберігали свою рідну мову, намагалися бути в курсі того, що відбувається на Кавказі, приймали в гостях своїх батьків та інших родичів, посилали подарунки членам своєї сім'ї або давали грошей на спорудження необхідних будівель (у тому числі захисних веж чи навіть християнських храмів) в їх рідних місцях в Грузії. Грузинські мамелюки всіляко підтримували один одного через сильно розвинене почуття етнічної солідарності.[5]

- Мамелюк Рустам Раза був охоронцем Наполеона Бонапарта